# Шри Йогендра
Шри Йогендра (англ. Shri Yogendra; настоящее имя Манибхаи Харибхаи Десаи; 18 ноября 1897 — 24 сентября 1989) — индийский гуру и йогин, основатель Института йогатерапии Санта Круз, Мумбаи. Один из родоначальников идей йогатерапии.

## Биография
Родился Шри Йогендра 18 ноября 1897 года в г. Сурате, штат Гуджарат. Подростком проявил таланты в литературном творчестве: создал Ассоциацию свободомыслящих, написал и напечатал Библию свободомыслящих людей в книге «Проблемы жизни»; позже, изучая философию и санскрит в колледже Святого Ксавье в Бомбее, писал — стихи, эссе, новеллы.
26 августа 1916 встретился с йогином Парамахамсой Мадхавдасджи из Бангалора (1798—1921), который также был учителем Свами Кувалаянанды, и, впечатлившись, стал его учеником.
С этого момента, помимо обучения в колледже, Йогендра начинает интенсивно практиковать йогу. Переводит йогу из ранга таинства для избранных в практику, понятную для широких масс населения. Влиятельный бомбеец Дадабхаи Наороджи предлагает ему резиденцию на побережье в Версове (западная окраина Бомбея) в качестве ашрама для обучения людей йоге.
И 25 декабря 1918 года первый Институт йоги открывает свои двери.
В 1919 году создаётся Институт йоги в Нью-Йорке.
В 1920 году выходит первая книга.
В 1921 году — первый документальный фильм о йоге (студия «Парамаунт»).
Йогендра совершает турне по США с лекциями, проводятся инновационные на тот момент рентгенологические исследования упражнений.
В 1922 году, обеспокоенный здоровьем отца, возвращается в Индию и продолжает активную деятельность. Изучает философию, пишет книги.
В 1924 году совместно с Сурендранатхом Дасгуптой проводит исследование и анализ категории «прана» на основании древних источников и манускриптов.
В 1927 году совершает тур по Индии, читает лекции, исследует существовавшие на тот момент направления в йоге, посещает Гималаи.
В 1927 году по завету отца женится на Сита Деви и перебазирует Институт в г. Булсар.
В 1933 году выходит журнал «Йога», в нём публикуются статьи по индологии, философии, техникам йоги, валеологии, социологии и пр.
Выходит в свет первая книга по йоге для женщин «Простые позы для женщины», написанная в соавторстве с Ситой Деви, женой Йогендры.
В 1935, после смерти отца, переезжает в Бомбей. Работа активно продолжается параллельно с поисками здания для института. Сменив 14 мест, в 1947 году институт наконец находит пристанище в районе Санта Круз. Институт посещают делегации из СССР, Японии, Болгарии, США и др. стран; совместно с ЮНЕСКО проводятся исследования особенностей воздействия на организм йони мудры.
В 1950-х годах Шри Йогендра передаёт руководство Институтом своему старшему сыну, доктору философии Джайадеву Йогендре, который вместе с женой, Смт. Хансаджи, организует образовательные и тренинговые программы по йоге.
В 1952 году активно внедряется программа занятий йогой в средних школах Индии.
В 1958 году открываются курсы по подготовке инструкторов йоги, печатаются книги, начинают свою работу 2 дневные программы для людей с разными видами заболеваний.
Умер Шри Йогендра в 1989 году, в возрасте 91 года, успев реализовать одно из своих заветных желаний — создание и публикацию «Cyclopaedia Yoga», первые 2 тома которой увидели свет незадолго до его кончины.

## Книги Шри Йогендры
- «The lost science of 5000 years ago»
- Журнал «Йога»
- «Простые позы для женщины», в соавторстве с супругой Ситой Деви
- «Cyclopaedia Yoga»
- «Личная гигиена Йога» (переведена на русский)